# Tennis de table aux Jeux olympiques d'été de 2024 – Par équipes dames
Cet article traite de l'épreuve féminine. Pour la compétition masculine, voir Tennis de table aux Jeux olympiques d'été de 2024 – Par équipes messieurs.
Navigation
Tokyo 2020 Los Angeles 2028
L'épreuve par équipes dames de tennis de table aux Jeux olympiques d'été de 2024 à Paris en France a lieu du 5 au 10 août 2024 au Paris Expo Porte de Versailles.

## Médaillées
|             | Or                                           | Argent                                           | Bronze                                                 |
| Par équipes | Chine - Chen Meng - Wang Manyu - Sun Yingsha | Japon - Hina Hayata - Miwa Harimoto - Miu Hirano | Corée du Sud - Jeon Ji-hee - Lee Eun-hye - Shin Yu-bin |

## Calendrier
| Date            | Horaire | Manche                           |
| --------------- | ------- | -------------------------------- |
| Lundi 5 août    | 10 h 00 | Huitièmes de finale              |
| Mardi 6 août    | 10 h 00 | Huitièmes de finale              |
| Mardi 6 août    | 15 h 00 | Quarts de finale                 |
| Mercredi 7 août | 10 h 00 | Quarts de finale                 |
| Jeudi 8 août    | 15 h 00 | Demi-finales                     |
| Samedi 10 août  | 10 h 00 | Match pour la médaille de bronze |
| Samedi 10 août  | 15 h 00 | Finale                           |

## Têtes de séries
Les têtes de séries sont basées sur le classement mondial de l'ITTF.
Le nom de chaque pongiste est suivi de son classement mondial, au 16 juillet 2024.
| Rang | Équipe       | Pongistes             | Pongistes                 | Pongistes                   | Réservistes                    |
| ---- | ------------ | --------------------- | ------------------------- | --------------------------- | ------------------------------ |
| 1    | Chine        | Sun Yingsha (1)       | Chen Meng (4)             | Wang Manyu (2)              | Wang Yidi (3)                  |
| 2    | Japon        | Hina Hayata (5)       | Miu Hirano (13)           | Miwa Harimoto (7)           | Miyuu Kihara (22)              |
| 3    | Corée du Sud | Shin Yu-bin (8)       | Jeon Ji-hee (14)          | Lee Eun-hye (42)            | Kim Na-yeong (37)              |
| 4    | Roumanie     | Bernadette Szőcs (10) | Elizabeta Samara (43)     | Adina Diaconu (63)          | Andreaa Dragoman (72)          |
| 5    | Allemagne    | Nina Mittelham (16)   | Xiaona Shan (40)          | Annett Kaufmann (94)        | Yuan Wan (de) (89)             |
| 6    | Hong Kong    | Doo Hoi Kem (47)      | Zhu Chengzhu (61)         | Lee Ho Ching (64)           | Ng Wing Lam (101)              |
| 7    | Taïwan       | Cheng I-ching (12)    | Chien Tung-chuan (46)     | Chen Szu-yu (60)            | Huang Yi-hua (50)              |
| 8    | France       | Prithika Pavade (18)  | Jia Nan Yuan (19)         | Charlotte Lutz (77)         | Audrey Zarif (99)              |
| 9    | Égypte       | Dina Meshref (26)     | Hana Goda (32)            | Mariam Al-Hodaby (142)      | Yousra Helmy (87)              |
| 10   | Brésil       | Bruna Takahashi (20)  | Giulia Takahashi (90)     | Bruna Alexandre (181)       | Laura Watanabe (321)           |
| 11   | Inde         | Manika Batra (28)     | Sreeja Akula (25)         | Girish Archana Kamath (123) | Ayhika Mukherjee (86)          |
| 12   | Pologne      | Natalia Bajor (48)    | Katarzyna Wegrzyn (135)   | Zuzanna Wielgos (156)       | Anna Wegrzyn (188)             |
| 13   | Thaïlande    | Orawan Paranang (36)  | Suthasini Sawettabut (55) | Jinnipa Sawettabut (111)    | Wanwisa Aueawiriyayothin (390) |
| 14   | États-Unis   | Lily Zhang (29)       | Amy Wang (38)             | Rachel Sung (249)           | Sally Moyland (185)            |
| 15   | Suède        | Linda Bergström (34)  | Christina Källberg (58)   | Filippa Bergand (167)       | Matilda Hansson (407)          |
| 16   | Australie    | Min Hyung Jee (59)    | Michelle Bromley (107)    | Melissa Tapper (251)        |                                |

## Tableau
| Huitièmes de finale | Huitièmes de finale | Huitièmes de finale |  |  | Quarts de finale | Quarts de finale | Quarts de finale |  |  | Demi-finales | Demi-finales | Demi-finales |  |                 | Finale          | Finale          | Finale |
|                     |                     |                     |  |  |                  |                  |                  |  |  |              |              |              |  |                 |                 |                 |        |
| 1                   | Chine               | 3                   |  |  |                  |                  |                  |  |  |              |              |              |  |                 |                 |                 |        |
| 9                   | Égypte              | 0                   |  |  | 1                | Chine            | 3                |  |  |              |              |              |  |                 |                 |                 |        |
| 16                  | Australie           | 0                   |  |  | 7                | Taipei chinois   | 0                |  |  |              |              |              |  |                 |                 |                 |        |
| 7                   | Taipei chinois      | 3                   |  |  |                  |                  |                  |  |  | 1            | Chine        | 3            |  |                 |                 |                 |        |
| 6                   | Hong Kong           | 2                   |  |  |                  |                  |                  |  |  | 3            | Corée du Sud | 0            |  |                 |                 |                 |        |
| 15                  | Suède               | 3                   |  |  | 15               | Suède            | 0                |  |  |              |              |              |  |                 |                 |                 |        |
| 10                  | Brésil              | 1                   |  |  | 3                | Corée du Sud     | 3                |  |  |              |              |              |  |                 |                 |                 |        |
| 3                   | Corée du Sud        | 3                   |  |  |                  |                  |                  |  |  |              |              |              |  |                 | 1               | Chine           | 3      |
| 4                   | Roumanie            | 2                   |  |  |                  |                  |                  |  |  |              |              |              |  |                 | 2               | Japon           | 0      |
| 11                  | Inde                | 3                   |  |  | 11               | Inde             | 1                |  |  |              |              |              |  |                 |                 |                 |        |
| 14                  | États-Unis          | 2                   |  |  | 5                | Allemagne        | 3                |  |  |              |              |              |  |                 |                 |                 |        |
| 5                   | Allemagne           | 3                   |  |  |                  |                  |                  |  |  | 5            | Allemagne    | 1            |  |                 |                 |                 |        |
| 8                   | France              | 2                   |  |  |                  |                  |                  |  |  | 2            | Japon        | 3            |  |                 |                 |                 |        |
| 13                  | Thaïlande           | 3                   |  |  | 13               | Thaïlande        | 0                |  |  |              |              |              |  | Troisième place | Troisième place | Troisième place |        |
| 12                  | Pologne             | 0                   |  |  | 2                | Japon            | 3                |  |  |              |              |              |  |                 | 3               | Corée du Sud    | 3      |
| 2                   | Japon               | 3                   |  |  |                  |                  |                  |  |  |              |              |              |  |                 | 5               | Allemagne       | 0      |

## Résultats détaillés

### Huitièmes de finale
| Chine                | 3-0                | Égypte                     | 5 août                 |
| -------------------- | ------------------ | -------------------------- | ---------------------- |
| Détail des matches   | Détail des matches | Détail des matches         | Durée : 1h18           |
| Chen Meng Wang Manyu | 3-0                | Mariam Al-Hodaby Hana Goda | 11-5, 11-2, 11-3       |
| Sun Yingsha          | 3-1                | Dina Meshref               | 11-5, 11-4, 8-11, 11-7 |
| Wang Manyu           | 3-0                | Hana Goda                  | 11-4, 11-4, 11-9       |

| Brésil                                 | 1-3                | Corée du Sud            | 5 août                       |
| -------------------------------------- | ------------------ | ----------------------- | ---------------------------- |
| Détail des matches                     | Détail des matches | Détail des matches      | Durée : 1h53                 |
| Bruna Costa Alexandre Giulia Takahashi | 0-3                | Shin Yu-bin Jeon Ji-hee | 6-11, 5-11, 8-11             |
| Bruna Takahashi                        | 3-2                | Lee Eun-hye             | 11-8, 9-11, 9-11, 11-8, 11-4 |
| Giulia Takahashi                       | 0-3                | Jeon Ji-hee             | 7-11, 4-11, 2-11             |
| Bruna Costa Alexandre                  | 0-3                | Lee Eun-hye             | 8-11, 5-11, 6-11             |

| Roumanie                       | 2-3                | Inde                        | 5 août                       |
| ------------------------------ | ------------------ | --------------------------- | ---------------------------- |
| Détail des matches             | Détail des matches | Détail des matches          | Durée : 2h34                 |
| Adina Diaconu Elizabeta Samara | 0-3                | Sreeja Akula Archana Kamath | 9-11, 10-12, 7-11            |
| Bernadette Szőcs               | 0-3                | Manika Batra                | 5-11, 7-11, 7-11             |
| Elizabeta Samara               | 3-2                | Sreeja Akula                | 8-11, 11-4, 7-11, 11-6, 11-8 |
| Bernadette Szőcs               | 3-1                | Archana Kamath              | 11-5, 8-11, 11-7, 11-9       |
| Adina Diaconu                  | 0-3                | Manika Batra                | 5-11, 9-11, 9-11             |

| France                         | 2-3                | Thaïlande                            | 5 août                         |
| ------------------------------ | ------------------ | ------------------------------------ | ------------------------------ |
| Détail des matches             | Détail des matches | Détail des matches                   | Durée : 3h02                   |
| Charlotte Lutz Prithika Pavade | 1-3                | Suthasini Sawettabut Orawan Paranang | 12-14, 6-11, 11-6, 10-12       |
| Jia Nan Yuan                   | 3-0                | Jinnipa Sawettabut                   | 11-7, 11-4, 11-8               |
| Prithika Pavade                | 0-3                | Orawan Paranang                      | 10-12, 8-11, 10-12             |
| Jia Nan Yuan                   | 3-0                | Suthasini Sawettabut                 | 11-4, 11-8, 14-12              |
| Charlotte Lutz                 | 2-3                | Jinnipa Sawettabut                   | 8-11, 12-10, 8-11, 11-5, 11-13 |

| Pologne                       | 0-3                | Japon                  | 5 août                  |
| ----------------------------- | ------------------ | ---------------------- | ----------------------- |
| Détail des matches            | Détail des matches | Détail des matches     | Durée : 1h23            |
| Zuzanna Wielgos Natalia Bajor | 1-3                | Hina Hayata Miu Hirano | 5-11, 11-5, 9-11, 10-12 |
| Anna Węgrzyn                  | 0-3                | Miwa Harimoto          | 7-11, 4-11, 4-11        |
| Natalia Bajor                 | 0-3                | Miu Hirano             | 3-11, 6-11, 6-11        |

| Hong Kong                | 2-3                | Suède                              | 5 août                         |
| ------------------------ | ------------------ | ---------------------------------- | ------------------------------ |
| Détail des matches       | Détail des matches | Détail des matches                 | Durée : 3h28                   |
| Lee Ho Ching Doo Hoi Kem | 3-2                | Filippa Bergand Christina Källberg | 9-11, 5-11, 11-9, 11-4, 11-8   |
| Zhu Chengzhu             | 2-3                | Linda Bergström                    | 9-11, 14-16, 12-10, 11-5, 7-11 |
| Doo Hoi Kem              | 2-3                | Christina Källberg                 | 11-5, 11-5, 8-11, 3-11, 10-12  |
| Zhu Chengzhu             | 3-0                | Filippa Bergand                    | 11-8, 11-4, 11-6               |
| Lee Ho Ching             | 0-3                | Linda Bergström                    | 5-11, 6-11, 10-12              |

| États-Unis           | 2-3                | Allemagne            | 6 août                 |
| -------------------- | ------------------ | -------------------- | ---------------------- |
| Détail des matches   | Détail des matches | Détail des matches   | Durée : 2h24           |
| Rachel Sung Amy Wang | 0-3                | Wan Yuan Xiaona Shan | 7-11, 8-11, 6-11       |
| Lily Zhang           | 0-3                | Annett Kaufmann      | 6-11, 6-11, 5-11       |
| Amy Wang             | 3-1                | Xiaona Shan          | 11-9, 11-5, 7-11, 11-6 |
| Lily Zhang           | 3-1                | Wan Yuan             | 11-5, 9-11, 11-5, 11-6 |
| Rachel Sung          | 1-3                | Annett Kaufmann      | 11-6, 4-11, 9-11, 8-11 |

| Australie                       | 0-3                | Taipei chinois               | 6 août                       |
| ------------------------------- | ------------------ | ---------------------------- | ---------------------------- |
| Détail des matches              | Détail des matches | Détail des matches           | Durée : 1h22                 |
| Michelle Bromley Melissa Tapper | 0-3                | Chien Tung-chuan Chen Szu-yu | 4-11, 3-11, 7-11             |
| Minhyung Jee                    | 0-3                | Cheng I-ching                | 5-11, 7-11, 4-11             |
| Melissa Tapper                  | 2-3                | Chen Szu-yu                  | 11-6, 5-11, 11-9, 9-11, 6-11 |

### Quarts de finale
| Suède                              | 0-3                | Corée du Sud            | 6 août                   |
| ---------------------------------- | ------------------ | ----------------------- | ------------------------ |
| Détail des matches                 | Détail des matches | Détail des matches      | Durée : 1h44             |
| Filippa Bergand Christina Källberg | 0-3                | Shin Yu-bin Jeon Ji-hee | 2-11, 7-11, 5-11         |
| Linda Bergström                    | 1-3                | Lee Eun-hye             | 11-2, 4-11, 10-12, 11-13 |
| Christina Källberg                 | 1-3                | Jeon Ji-hee             | 11-8, 11-13, 6-11, 7-11  |

| Japon                  | 3-0                | Thaïlande                            | 6 août            |
| ---------------------- | ------------------ | ------------------------------------ | ----------------- |
| Détail des matches     | Détail des matches | Détail des matches                   | Durée : 1h25      |
| Hina Hayata Miu Hirano | 3-0                | Suthasini Sawettabut Orawan Paranang | 11-7, 11-6, 11-5  |
| Miwa Harimoto          | 3-0                | Jinnipa Sawettabut                   | 12-10, 11-5, 11-9 |
| Miu Hirano             | 3-0                | Orawan Paranang                      | 11-8, 11-5, 11-6  |

| Inde                        | 1-3                | Allemagne            | 7 août                  |
| --------------------------- | ------------------ | -------------------- | ----------------------- |
| Détail des matches          | Détail des matches | Détail des matches   | Durée : 2h10            |
| Sreeja Akula Archana Kamath | 1-3                | Yuan Wan Xiaona Shan | 5-11, 11-8, 10-12, 6-11 |
| Manika Batra                | 1-3                | Annett Kaufmann      | 11-8, 5-11, 7-11, 5-11  |
| Archana Kamath              | 3-1                | Xiaona Shan          | 19-17, 1-11, 11-5, 11-9 |
| Sreeja Akula                | 0-3                | Annett Kaufmann      | 6-11, 7-11, 7-11        |

| Chine                | 3-0                | Taipei chinois               | 7 août           |
| -------------------- | ------------------ | ---------------------------- | ---------------- |
| Détail des matches   | Détail des matches | Détail des matches           | Durée : 1h16     |
| Chen Meng Wang Manyu | 3-0                | Chen Szu-yu Chien Tung-chuan | 11-6, 11-4, 11-7 |
| Sun Yingsha          | 3-0                | Cheng I-ching                | 11-9, 11-2, 11-8 |
| Wang Manyu           | 3-0                | Chien Tung-chuan             | 11-7, 11-8, 11-4 |

### Demi-finales
| Chine                | 3-0                | Corée du Sud            | 8 août                 |
| -------------------- | ------------------ | ----------------------- | ---------------------- |
| Détail des matches   | Détail des matches | Détail des matches      | Durée : 1h16           |
| Chen Meng Wang Manyu | 3-1                | Shin Yu-bin Jeon Ji-hee | 11-4, 11-5, 9-11, 11-9 |
| Sun Yingsha          | 3-0                | Lee Eun-hye             | 11-5, 11-1, 11-3       |
| Wang Manyu           | 3-0                | Jeon Ji-hee             | 11-3, 11-7, 11-3       |

| Japon                  | 3-1                | Allemagne            | 8 août                 |
| ---------------------- | ------------------ | -------------------- | ---------------------- |
| Détail des matches     | Détail des matches | Détail des matches   | Durée : 2h01           |
| Hina Hayata Miu Hirano | 3-1                | Xiaona Shan Yuan Wan | 11-3, 11-3, 6-11, 11-8 |
| Miwa Harimoto          | 0-3                | Annett Kaufmann      | 9-11, 8-11, 8-11       |
| Miu Hirano             | 3-0                | Yuan Wan             | 11-7, 11-6, 11-9       |
| Miwa Harimoto          | 3-0                | Xiaona Shan          | 11-8, 11-5, 11-0       |

### Match pour la médaille de bronze
| Corée du Sud            | 3-0                | Allemagne            | 10 août                       |
| ----------------------- | ------------------ | -------------------- | ----------------------------- |
| Détail des matches      | Détail des matches | Détail des matches   | Durée : 1h52                  |
| Shin Yu-bin Jeon Ji-hee | 3-2                | Xiaona Shan Yuan Wan | 11-6, 11-8, 8-11, 10-12, 11-8 |
| Lee Eun-hye             | 3-0                | Annett Kaufmann      | 11-8, 11-9, 11-2              |
| Jeon Ji-hee             | 3-0                | Xiaona Shan          | 11-6, 116, 11-6               |

### Finale
| Chine                | 3-0                | Japon                  | 10 août                       |
| -------------------- | ------------------ | ---------------------- | ----------------------------- |
| Détail des matches   | Détail des matches | Détail des matches     | Durée : 2h19                  |
| Chen Meng Wang Manyu | 3-2                | Hina Hayata Miu Hirano | 9–11, 11–6, 6–11, 11–6, 12–10 |
| Sun Yingsha          | 3-0                | Miu Hirano             | 13–11, 11–6, 11–6             |
| Wang Manyu           | 3-1                | Miwa Harimoto          | 12–14, 12–10, 11–7, 11–6      |